# 克林頓縣 (肯塔基州)
克林頓縣（英語：Clinton County）是美國肯塔基州南部的一個縣。面積532平方公里。根據美國2000年人口普查，共有人口9,634。縣治奧爾巴尼。
縣名是紀念紐約州第七、九任州長迪威特·克林頓。本縣是一個禁酒縣。